# Chézeaux
Chézeaux és un municipi francès situat al departament de l'Alt Marne i a la regió del Gran Est. L'any 2010 tenia 74 habitants.
L'1 d'agost de 1972, Chézeaux s'uneix al municipi de Varennes-sur-Amance (fusió associació) i constitueixen el municipi Terre-Natale. L'1 de gener de 2012, Chézeaux és restablit com a municipi.